# André Ripoche
Pour les articles homonymes, voir Ripoche.
André Ripoche, également connu comme étant le « martyr de la Croix », né le 17 août 1767 au Loroux-Bottereau, est un soldat royaliste au service de François de Lyrot de La Patouillère, mort le 8 mars 1794, pendant la guerre de Vendée, massacré par une des colonnes infernales.

## Biographie
André Ripoche est né à Bas-Briacé, au Loroux-Bottereau. Le 17 août 1767, retenu comme jour de sa naissance, est mentionné dans le registre paroissial du Loroux-Bottereau comme date de son baptême, déclaré par André Ripoche (natif de la Chapelle-Heulin, mort en 1803) et Marguerite Braud (lorousaine, décédée en 1801), mariés au Loroux-Bottereau, le 18 juin 1755.
Il est le cadet d'une fratrie de cinq enfants, Jeanne, Jean I, Jean II et Marguerite. Jeanne passe tout juste les 2 ans et Marguerite les 5. En effet, en ces temps de disette, de maladies épidémiques, de dysenterie, d'hydropisie et d'alcoolisme chronique (le vin de mauvaise qualité - la « piquette » - et l'eau-de-vie - le « tord-boyau » - sont répandus), la vie est précaire. Le marais, à 500 m, souvent asséché en été, pullulant de moustiques, est vecteur d'infections en tous genres. Pour couvrir les maisons et faire de la litière pour les animaux et les hommes, toute la famille coupe la rouche (jeune roseau) aux basses eaux. L'hiver, lorsque la Loire est en crue, les inondations sont courantes et meurtrières, jusqu'à ce que soient construites la digue d'Embreil (1836) et la levée de la Divatte (1847). Par ailleurs, pour pérenniser un nom dans une famille, on appelle souvent l'aîné soit comme le père, soit le grand-père. Le grand-père d'André s'appelant Jean, l'aînée est Jeanne, puis Jean I, Jean II, Marguerite (comme la grand-mère). André, lui, s'appelle comme son père.
Tout comme son père, il est, au gré des saisons et de la demande, batelier/marinier de Loire et de Goulaine,, jardinier au château de Goulaine, éleveur, vigneron, laboureur.
Le livre d'écrou du château de Nantes, du 28 décembre 1792 au 29 avril 1793, aux Archives départementales de Loire-Inférieure (L. 875, Fol. 28), relate son emprisonnement : « L'an deux de la République, le 12 avril 1793, le Concierge du château de cette ville fera bonne et sûre garde du nommé André Ripoche, demeurant à Saint-Julien (de-Concelles) ; en comité central, signé : Beaufranchel, Baco, Tourgouillet, Letourneau, Pte Grelier. ». Cette archive suggère qu'il a été arrêté 11 mois avant son acte d'héroïsme, mais n'en donne pas le motif. L'introduction en béatification de l'Évêché nous apprend qu'elle débute au poste de la rue de Gigant, au tout début de l'insurrection, et se termine le 5 juillet 1793, sur ordre du général Beysser, sans préciser pour quelle raison il est libéré.
Il meurt à 27 ans, assassiné par les Républicains, en défendant héroïquement le symbole de sa religion : la Croix, la veille du premier anniversaire de l'insurrection vendéenne, 4 mois avant la chute de Robespierre (qui met fin à la Terreur) et 11 mois avant la signature du Traité de la Jaunaie à Saint-Sébastien-sur-Loire, accordant une paix relative en Vendée.
L'Évêché de Nantes introduit une cause en béatification, en 1938, qui est suspendue à cause de la Seconde Guerre mondiale et qui n'est jamais relancée.

## Contexte

Carte de la Vendée militaire et de la virée de Galerne.

Depuis la Révolution, la guerre civile règne en France. Durant la guerre de Vendée, les Royalistes, surnommés les « Blancs », sont persécutés par les « Bleus », à savoir les troupes républicaines.
L'Armée catholique et royale défend ainsi la religion chrétienne contre la dictature républicaine qui ne veut que des prêtres assermentés (jureurs), non réfractaires, sous les ordres des généraux Stofflet, Sapinaud ou Marigny. André Ripoche est soldat recruteur et courrier pour Charette. Si plusieurs causes expliquent ce conflit, d'aucun disent que la guerre de Vendée est avant tout une guerre menée en réaction à cette oppression contre le clergé catholique officiel.
La Convention nationale décrète l'anéantissement de la Vendée le 1er août 1793,. En Vendée militaire, les colonnes infernales dirigées par le général Turreau sont chargées à partir de janvier 1794 de détruire les derniers foyers insurrectionnels,.   

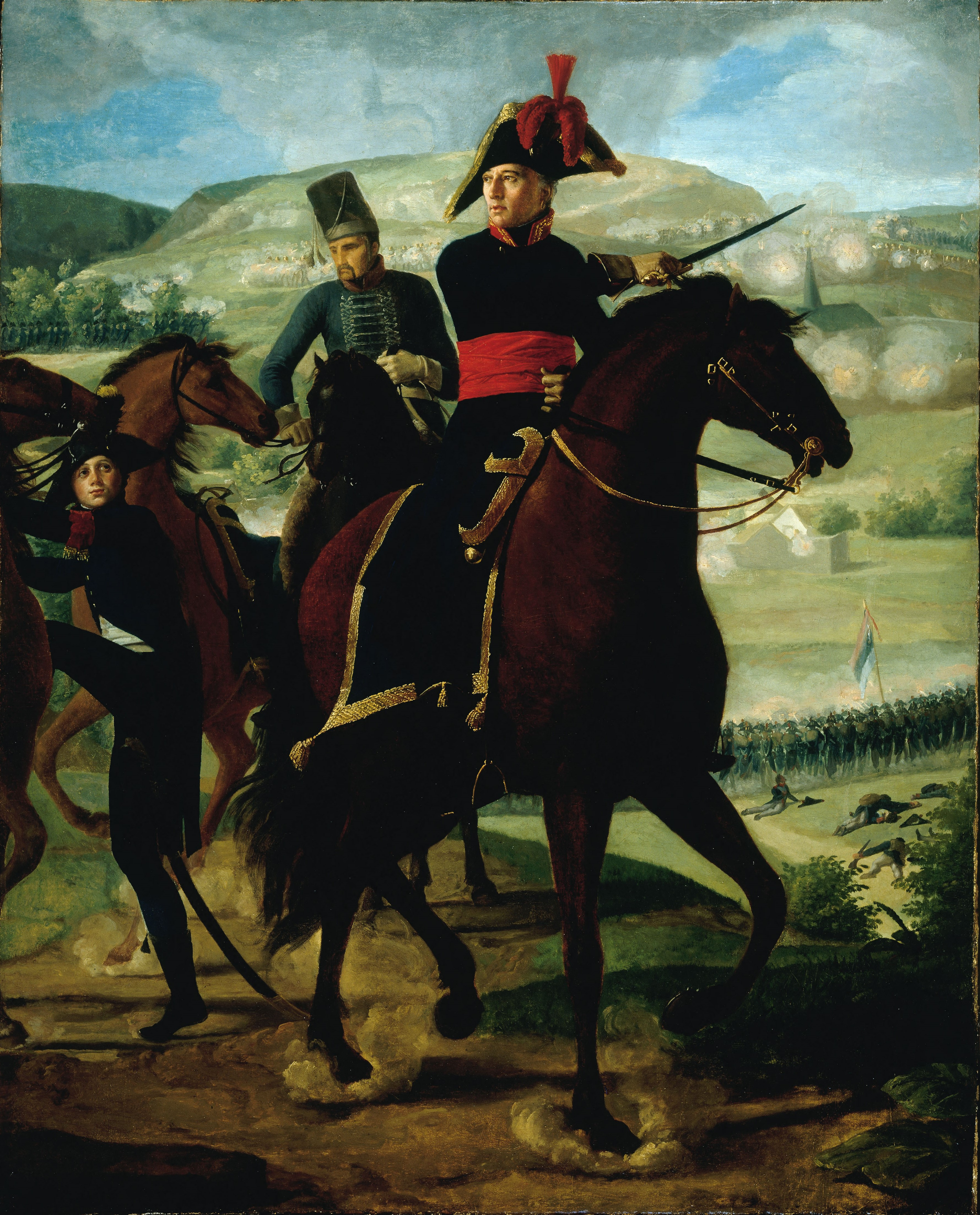
Turreau (1756-1816), peint par Hersent, en 1800.

Ainsi, tout le sud-Loire est aux prises avec l'Armée Républicaine qui fait une chasse systématique aux « Brigands Vendéens ». C'est Cordellier et sa neuvième colonne incendiaire qui arrivent au Loroux-Botterreau, le 2 mars 1794. Ils y commettent leurs exactions (massacres, viols, pillages, incendies), mettant le Loroux, Saint-Julien et le Landreau à feu et à sang, durant 3 jours au moins, faisant environ 800 victimes, parmi lesquelles des femmes, des enfants, des nouveau-nés, des vieillards, et n'épargnant qu'une dizaine de maisons.
Sous la direction des généralissimes Cathelineau, d'Elbée, de La Rochejacquelein, Bonchamps ou encore Lyrot (qui commande le territoire compris entre la Loire et la Sèvre), les rebelles vendéens tiennent tête à l'armée lors des nombreux accrochages qui ont lieu dans la Vendée militaire.
Les « Gars du Loroux » sont par ailleurs réputés comme d'excellents soldats.

## Le martyr
Mémoire et histoire ne font pas bon ménage : l'une témoigne en revendiquant, l'autre veut des preuves tangibles. Entre les deux, se glisse la légende…
Il y a plusieurs récits de la mort d'André Ripoche, dont les écrits de Walsh, ceux de Bourgeois et le texte de l’Évêché de Nantes, en vue de la béatification. Les deux premières versions inspirent une quinzaine de rédacteurs, entre 1823 et 1994.
Ces versions diffèrent sur le style littéraire, sur l'issue du martyr et sur le lieu exact de sa mort.
La croix en bois est toujours à l'endroit où le père de Montfort l'avait érigée, vers 1710, à Bas-Briacé. Elle est rénovée plusieurs fois. Une seconde, en granit, datant de 1901, marque l'endroit de sa mort (version Bourgeois) à la Ganichère (La Chapelle-Heulin), et une troisième préserve ses restes, au cimetière de la Chapelle-Heulin, dans le cœur de son dé, depuis le retour du roi Louis XVIII, lors de la Première Restauration.

### Version Walsh

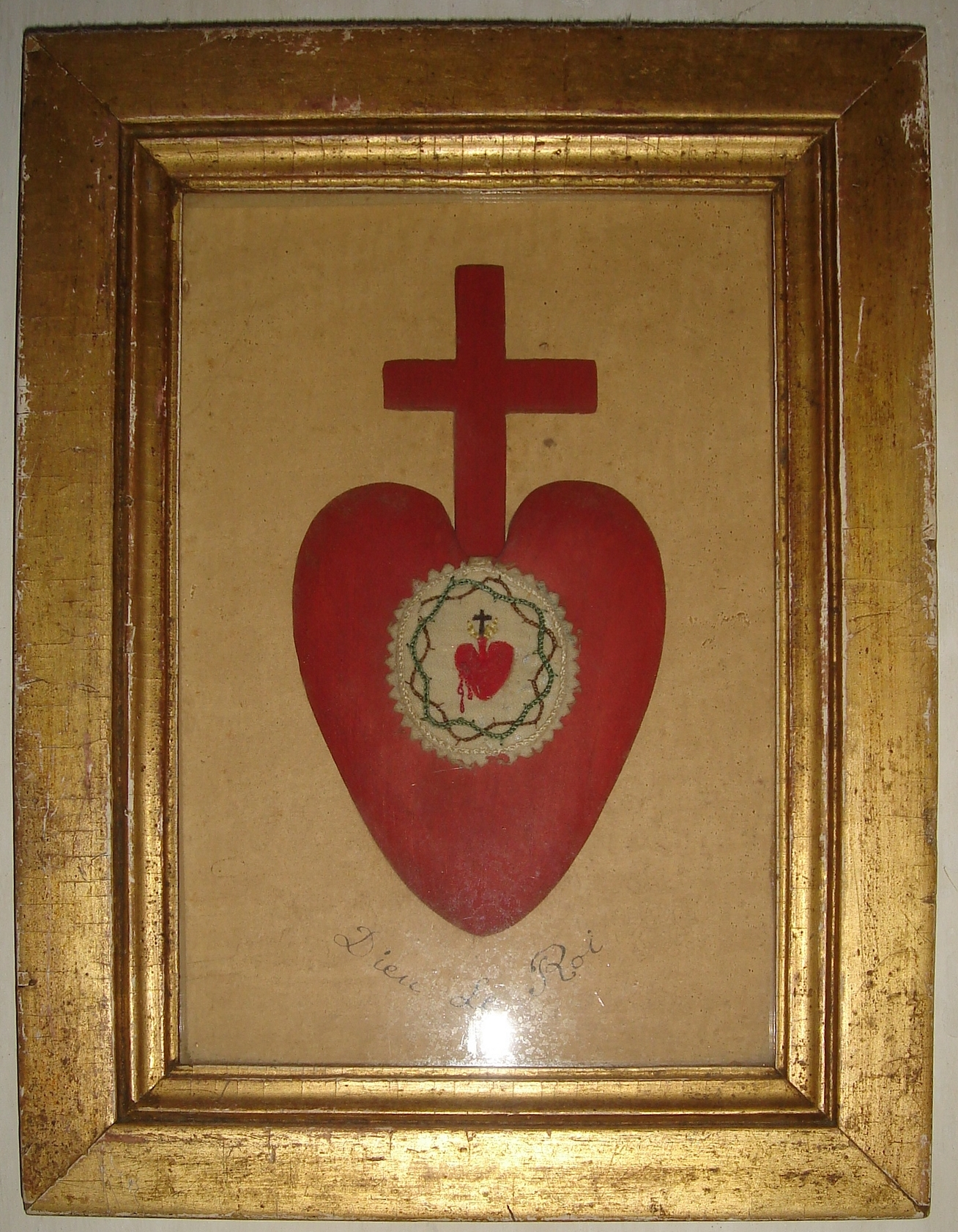
Le Cœur Vendéen
(au centre, sur fond blanc),
tel qu'on pouvait le voir
sur la poitrine des insurgés.

Le vicomte de Walsh (1785-1860) a été directeur de L'Écho de la Jeune France (vers 1833), de La Mode (en 1835), de l'Encyclopédie Catholique (en 1839) et propriétaire du château de Chaumont-sur-Loire (vers 1850).
Sa version des faits, dans les Lettres Vendéennes ("Étude Historique et Archéologique de la Vendée Nantaise et des guerres de l'Ouest"), en deux volumes, datant de 1823-1825, lui est narrée par le Curé du Loroux-Bottereau.
Le nommé Ripoche, soldat catholique et royaliste, est fait prisonnier par les Bleus, arme à la main. Amené au pied de la croix du Bas-Briacé, ils lui promettent la vie sauve et son retour dans la maison familiale, située à quelques pas, d'où ses parents suivent la scène.
Il demande ce qu'il doit faire pour sauver sa vie. L'on lui répond qu'il doit abattre cette croix et l'on lui tend une hache. Tous ceux qui avaient été arrêtés avec lui prient pour qu'il n'abjure pas.
Il bondit alors sur le piédestal de la croix et, armé de sa hache, crie : « Mort à celui qui insultera la croix de Jésus-Christ !! Je la défendrai jusqu'à mon dernier soupir ! ».
Dos contre la croix, il fait tournoyer la hache, comme mû par une force divine, le regard ardent. Le courage de ce jeune-homme fait reculer quelques instants les Républicains qui, honteux d'être mis en échec par un seul homme, se ruent sur lui, en grand nombre. Acculé et submergé, blessé et épuisé, il étreint la croix de ses bras, en un ultime geste de fidélité à son Dieu. Les soldats l'arrachent de la croix, le couchent sur le socle et le pressent de leurs baïonnettes : « Abats ce signe de la superstition et tu vivras… ».
« C'est le signe de ma rédemption, je l'embrasserai encore », répond-il. Il est passé par le fer, enserrant toujours le bois sacré.
Les soldats détruisent la croix, laissant André Ripoche dans son sang et les débris. Cette nuit-là, des voisines creusent une fosse où elles mettent le corps et les morceaux de bois,.
« Digne abri pour ces saints ossements. Digne tombeau d'un martyr. La terre où ils avaient été déposés était sainte. Le sang du martyr l'avait sanctifiée. »

### Version Bourgeois
Henri Bourgeois est un homme de lettres, historien.
Sa version, publiée sous le titre Biographie de la Vendée Militaire, André Ripoche, date de 1899 et est nettement plus étoffée.
Dénoncé par des "Patauds" (Patriotes) locaux, André Ripoche est recherché par Cordellier, en tant que recruteur de bonnes volontés pour combattre les Républicains aux côtés de Charette. Une section Bleue envahit Bas-Briacé, étant sûre de l'y trouver, grâce à une meute de chiens. Ils capturent de nombreux villageois, en vue de les exterminer, mais ne trouvent pas André Ripoche. Les chiens finissent par le dénicher, caché non loin de la croix où les prisonniers étaient rassemblés, dans un tas de "rouches".
« Voilà celui que vous cherchez : je suis Ripoche ! ». Les soldats le molestent, lui ligotent les mains et le poussent jusqu'à la croix à coups de crosses.
Le chef des Bleus dit alors : « Infâme brigand ! Les tiens et toi allez être fusillés !!! Mais je t'offre cependant un moyen de racheter ta vie : consens à abattre cette croix et à marcher ensuite sur cet emblème de la superstition, et tu seras immédiatement rendu à la liberté ! ».
Ripoche, après une courte hésitation demande à être détaché et à avoir une hache. La foule, surprise, prie pour que ce pieux homme ne devienne pas un profanateur de croix. Il est détaché et l'on lui donne une hache, récupérée dans une maison proche. Le doute disparaît des esprits lorsqu'il saute sur le socle de la croix, brandissant sa hache, et criant aux Républicains : « Et, maintenant, malheur à celui qui approche !!! ».
Les Bleus, stupéfaits, ne bougent pas, bien qu'étant plus de cent contre un. Contrits de honte, ils s'élancent quand même mais, face aux moulinets de la hache, reculent puis attaquent de nouveau, trois fois, quatre fois… Le nombre l'emporte sur l'héroïsme et Ripoche tombe sous les coups de baïonnettes, enserrant la croix, comme l'on protège son bien, en faisant le sacrifice de sa vie.
Presque mort, il est quand même encore sommé d'apostasier : « Abats cette croix ! Abats cette croix ! Ou tu vas mourir ! ». « Jamais je ne porterai la main sur l'image de mon Sauveur. ». La curée, encore au fil des lames, ne lui fait pas rendre l'âme. On le torture, encore et encore, lui arrachant les ongles et lui crevant les yeux.
Sans doute mus par le sadisme, ou la soif de sang, les soldats l'attachent à la queue d'un cheval et prennent la direction de la Chapelle-Heulin, par le chemin cahoteux, empierré, qui passe au-dessus du Poyet. Ils parcourent ainsi 1 500 m avant de s'apercevoir que le cheval ne tracte plus qu'un corps sans vie, mutilé, déchiré et sanguinolent.

« Il n'y a plus rien à faire de cette charogne »

. Le chef donne alors l'ordre de le jeter dans le chemin de la Ganichère. Un soldat, pour s'assurer de sa mort, lui tire une balle dans la tempe, mettant un terme à la « Passion » d'André Ripoche.
Il donne, là, naissance à la légende.

### Version épiscopale
L'évêché de Nantes, en 1938, engage une demande de béatification. Elle est suspendue par la Seconde Guerre mondiale et n'est pas relancée. Cette version est très argumentée, pour la cause.
Succinctement, le rédacteur narre l'histoire en deux lignes concises : « Un jeune homme de 27 ans du Loroux-Bottereau, saisi par une colonne infernale qui parcourait le pays, reçut l'ordre d'abattre la croix de son village natal, le Bas-Briacé. Il s'y refusa et, s'armant d'une hache qu'on lui avait remise pour cette besogne, il défendit jusqu'à la mort la croix qu'on lui avait ordonné de renverser. »
Suit une rétrospective des tenants de cet épisode, retraçant les horreurs commises par Turreau, aux ordres de la Convention et son désir de venger plusieurs Républicains, dont le maire et son fils ainsi que « quelques autres agents politiques de la petite ville », tués au Loroux.
Ensuite, viennent la liste des témoins et une tentative de reconstitution de l'état civil, sur la base de ces témoignages et des récits des sus-cités Walsh et Bourgeois, disant « qu'ils ne sont pas témoins immédiats des faits, mais le premier a pu interroger des témoins oculaires ; le second, beaucoup plus tardif, représente la tradition telle que l'a recueillie M. l'abbé Roussel, curé du Landreau, cinquante ou soixante ans après les évènements ».
La biographie de Ripoche est détaillée et sourcée.
On y compare même son geste armé à celui de saint Pierre défendant le Christ à Gethsémani et, l'absence de date précise de sa mort, à celle de Jésus.
L'argumentation cite saint Augustin : « Martyres non facit pœna, sed causa » (ce qui signifie : « La douleur ne crée pas le martyr, c'est la cause »), et demande ce qui motive les colonnes infernales et André Ripoche : les premières, combattant ceux qui se rebellent contre une République qui veut les priver de leur foi en détruisant tous ses symboles ; le second, se révoltant contre les premières.
Selon ces arguments, André « acquiert doublement droit aux récompenses de Jésus-Christ » car « il ne s'est pas défendu contre ses assaillants, c'est la Croix qu'il a défendue ».

## Hommages

### Monuments, littérature
Liste non exhaustive :
- avant le 10 juin 1799 : remise en place d'une nouvelle croix[Note 11],[17] ;
- 1802 : bénédiction par Mgr Bernier, évêque d'Orléans, ancien aumônier, conseiller des armées vendéennes[Note 12],[18],[19] ;
- vers 1814 : exhumation des reliques qui sont mises à l'abri dans le socle de la croix du cimetière de la Chapelle-Heulin, à la Restauration ;
- 1816 : restauration de la croix[18] ;
- 1823 : Édouard de Walsh, Lettres Vendéennes ;
- 1840 : restauration de la croix[18] ;
- 1874 : restauration de la croix[18] ;
- 1880 : A. Delaporte, La Croix du Bas-Briacé, article dans une gazette[20] ;
- 1894 :
  - H.A. Martin (alias Curé Roussel), Un Martyr Vendéen ;
  - H. Martin, André Ripoche ;
- 1897 : pose d'un vitrail en l'église Immaculée Conception du Landreau[18] ;
- 1899 :
  - 19 novembre 1899 : nouvelle bénédiction de la croix et de la plaque gravée « Ici, l'Héroïque André Ripoche a défendu la Croix au prix de son sang, contre l'impiété des Révolutionnaires, le 8 mars 1794 »[Note 2],[18] ;
  - Henri Bourgeois, Biographies de la Vendée Militaire ;
  - E. Grimaud, article "Petit Drame Vendéen, la Hache de Ripoche" dans la Revue du Bas-Poitou ;
  - fouilles autour de la croix, découverte de quatre pierres portant un morceau de bois ;
- 1901 : bénédiction de la croix de la Ganichère, la Chapelle-Heulin, par l'évêque de Nantes, Mgr Rouard[18] et pose d'une plaque gravée « André Ripoche, le martyre de la Croix, est mort ici fusillé, le 8 mars 1794, après le trajet douloureux de Bas-Briacé. P.A. 40 J. d'Indul Jubilé 1901 » ;
- 1903 : abbé Briand, Notice sur les Confesseurs de la Foi ;
- 25 janvier 1922 : Joseph Avril, directeur d'école au Landreau, crée l'Association L'André Ripoche, qui perdurera jusqu'en 1994 ;
- 1924 : curé Guibert, article, Bulletin Paroissial du Loroux-Bottereau ;
- 1938 : évêché de Nantes, au tribunal ecclésiastique, texte à fin de béatification ;
- 1940 : Émile Gaborit, article, Bulletin Paroissial du Loroux-Bottereau ;
- 1960 : découverte et restauration de la bannière commémorant Ripoche, par l'abbé Savary ;
- 30 juillet 1961 : Émile Gaborit, article, L'Écho du Landreau ;
- 1961 à 1964 : abbé Savary, feuilleton, L'Écho du Landreau ;
- 1964 :
  - 13 septembre : restauration de la croix du souvenir : le Souvenir Vendéen organise les 170 ans et pose une plaque gravée « Ici, est né, le 17 août 1767, André Ripoche, le Martyr de la Croix », sur la façade de la maison de naissance d'André Ripoche (la presse locale annonce la participation de 1 200 à 2 000 personnes) ainsi qu'une autre plaque sur le socle de la croix du cimetière de la Chapelle-Heulin où reposent ses restes « Dans ce cimetière reposent les restes d'André Ripoche, le Martyr de la Croix. 1767-1794. Souvenir Vendéen » ;
  - F.A. Renou, article de Revue du Souvenir Vendéen ;
- 1969 : Annales du Pays Nantais ;
- 1980 : J.P. Garino du Plessis, manuscrit, Seigneurie du Jaunay ;
- 1987 : évêché de Nantes, Chrétiens dans l'Histoire du Pays Nantais ;
- 1992 : évêché de Nantes, L'Église de Nantes et la Révolution ;
- 1993 : constitution, en vue du bicentenaire, du Groupe de Travail "André Ripoche", menant à l'édition de la monographie Bas-Briacé et André Ripoche, un Homme et son Village en Pays Nantais, 1794-1994 ;
- 1994 : construction d'un monument à l'effigie de Ripoche (créé par Mr Pineau, du Landreau), dédié aux victimes landréennes des colonnes infernales, à Bas-Briacé, route de la Chapelle-Heulin, à 50 m de la croix du père de Montfort ;
- 2012 :
  - rénovation, par l'association S.O.S. Calvaires Saint-Vincent-des-Vignes, de la croix du cimetière de la Chapelle-Heulin sous laquelle reposent ses restes ;
  - restauration du four à pain, rue du Paradis, qui lui a servi de cachette dans les derniers jours ;
- 2013 : restauration, par S.O.S Calvaires, de la croix de la Gânichère ;
- 2014 : restauration du monument de Bas-Briacé, par son auteur ;
- 2016 : restauration de la croix de Bas-Briacé, par la commune.

### Complainte
Le texte ci-dessous, La Croix de Bas-Briacé, appelé aussi Complainte d'André Ripoche, a traversé les âges, entretenu par la tradition orale, et aurait été enseigné à l'école de filles de la commune, jusqu'aux années 1920. Personne ne peut dire qui en est son auteur (certains l'attribuent à V. Delaporte, vers 1880), ni son origine exacte. Il est publié, en 1896, par Drukkerij A. Siffer, dans Het Belfort, Volume 11, qui était un périodique catholique conservateur néerlandais.
Les Bleus étaient vainqueurs, insolents et féroces.
Ils poussaient les Chouans captifs à coups de crosses,
Et, le long du chemin tout jalonné de sang,
Ils allumaient, pour rire, un village en passant.
Comme note finale à leurs clameurs trop gaies,
Souvent un jet de feu brillait et, le long des haies,
Un Bleu tombait, râlant au milieu des jurons.
Les Bleus disaient aux Blancs : « Chiens, nous vous le payerons ».
Et, les coups redoublaient, sur le dos de ces braves
Qui marchaient, en priant tout bas, tristes et graves,
Entre les talus verts, dans les sentiers herbeux.
Et, dans les grands chemins, piétinés par leurs bœufs,
Où, naguère passaient, sur leurs charrettes pleines,
Les gerbes du froment qu'ils fauchaient dans ces plaines,
Leurs pauvres cœurs saignaient, en songeant au passé.
Soudain, l'on déboucha près du Bas-Briacé,
Humble hameau, blotti dans un bouquet de chênes,
Nid de fleurs et de joies, avant ces jours de haine.
Un des Chouans pâlit, et son cœur se troubla :
En face, à trois-cents pas, sa chaumière était là !
Berceau de ses aïeux, le toit qui le vit naître.
Et, derrière l'auvent qui cache la fenêtre,
Son père est là, sa femme, sa sœur, son enfant,
Toute sa vie… En longs sanglots, son cœur se fend,
Et les Bleus ricanaient : « Lâche, canaille, il pleure ! »
« On le fera chanter et danser, tout à l'heure ».
« Halte ! » Au vert carrefour de deux sentiers étroits,
Sur un tertre, ou talus, se dressait une croix.
« Ripoche ! », dit le chef des Bleus. « Si tu veux vivre,
Avance ! ». Il avança, tremblant comme un homme ivre.
« Ripoche ! », dit le chef en étendant la main,
« Ce poteau vermoulu nous barre le chemin,
Veux-tu l'abattre ? »
« Abattre une croix ?… moi ? » - « Toi-même… ».
Ripoche releva la tête à ce blasphème.
« Après ? », dit-il. « Après, c'est promis, tu vivras ».
Le Vendéen regarde, et montre ses deux bras,
Son poignet droit étreint de la corde qui l'attache.
« Accepte… On te délie, on t'apporte une hache,
Et tu travailleras comme un bon ouvrier.
Gratis, mais de bon cœur, sans te faire prier ! ».
Les autres le pressaient avec leur baïonnette,
Criaient : « Vas donc ! », et montraient là-bas sa maisonnette.
Et, plus loin, le blé mûr, qui jaunissait dans son champ.
« Vas donc, la vie est là. Sinon, la mort est proche ».
Les Chouans répondaient : « Prends garde à toi, Ripoche !
Toi, soldat du Bon Dieu, ne sois pas un Judas ! ».
On se tut. « Et bien, soit ! », dit Ripoche aux soldats.
« Une hache ! Une hache ! Ôtez-moi cette corde ! ».
Les Vendéens priaient : « Jésus Miséricorde !
Seigneur, Ayez pitié de lui, Ayez pitié de nous ! ».
Et, plusieurs, en pleurant, tombèrent à genoux.
Ripoche prend la hache à deux mains, en silence,
Examine la croix et, d'un seul bond s'élance
Sur le tertre. Il s'adosse au bois, étend les bras :
« Ô Crux Avé ! », dit-il. « Quant à vous, scélérats,
Venez ! Je fends le crâne au premier qui s'approche ! ».
« Ô Crux Avé ! », criaient les Blancs. « Bravo, Ripoche ! ».
Les Bleus regardaient, étonnés, interdits.
« Venez donc essayer votre hache, bandits ! ».
Et, les deux-cents bandits, qu'un seul homme menace,
Se décident enfin, et avancent en masse.
Ripoche, dans le tas, frappe à coups redoublés,
Comme aux jours où, dans l'aire, il frappait sur les blés.
Un contre tous, sa foi grandit son énergie.
Et, autour de lui, bientôt, l'herbe est rougie.
Cinq, dix, quinze blessés se tordent dans leur sang,
Mais, le cercle de fer va rétrécissant.
La hache, en main, se lève, et retombe, et tournoie.
Les Bleus poussent, ensemble, un hurlement de joie.
Et, quarante contre un, sautent sur le talus :
Les braves !… Accablé, blessé, n'en pouvant plus,
Ripoche, entre ses bras, saisit la croix bénie.
On l'écrase ; il la tient jusque dans l'agonie.
Sur la croix, son sang coule et son âme s'en va
Vers celui dont le Sang, sur la Croix, nous sauve.
Tandis que, par vengeance et par excès de rage,
Les brigands, sur la croix, employaient leur courage
Et la brisaient. La horde, avant de repartir,
En jeta les tronçons sur le corps du martyr.
Et, dans la même fosse, on roula, pèle-mêle,
Le soldat défenseur de la cause éternelle
Et ce bois, qu'un instant, ses bras avaient sauvé.
Vrai tombeau du Chrétien, Ô Crux Avé !

## Galeries

Mémoire
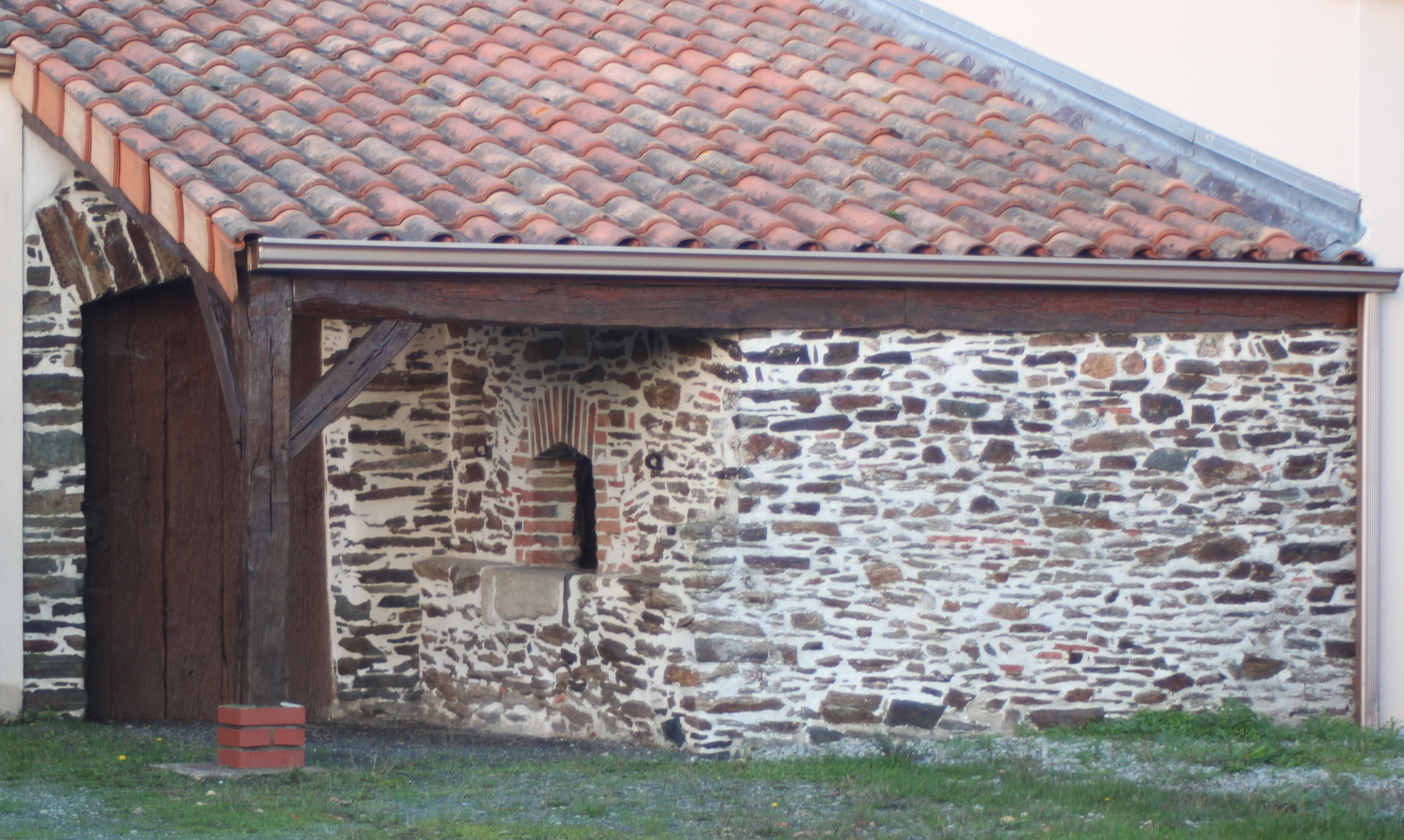
Four à pain de Bas-Briacé, le Landreau.
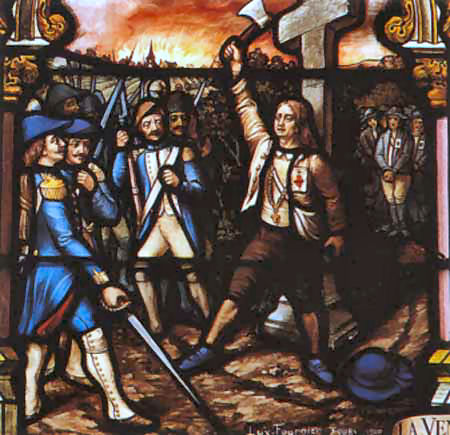
Vitrail de l'église de Sainte-Gemme-la-Plaine, par Fournier.
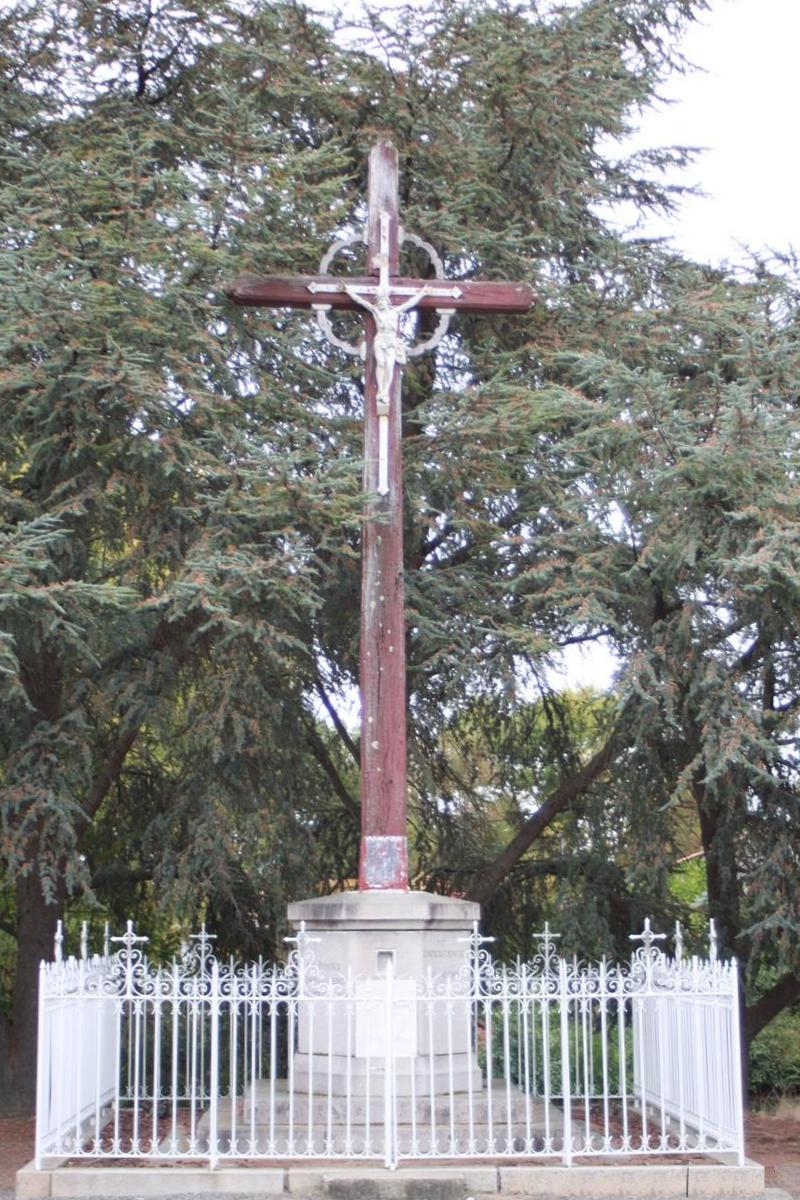
Croix du Bas-Briacé, le Landreau.
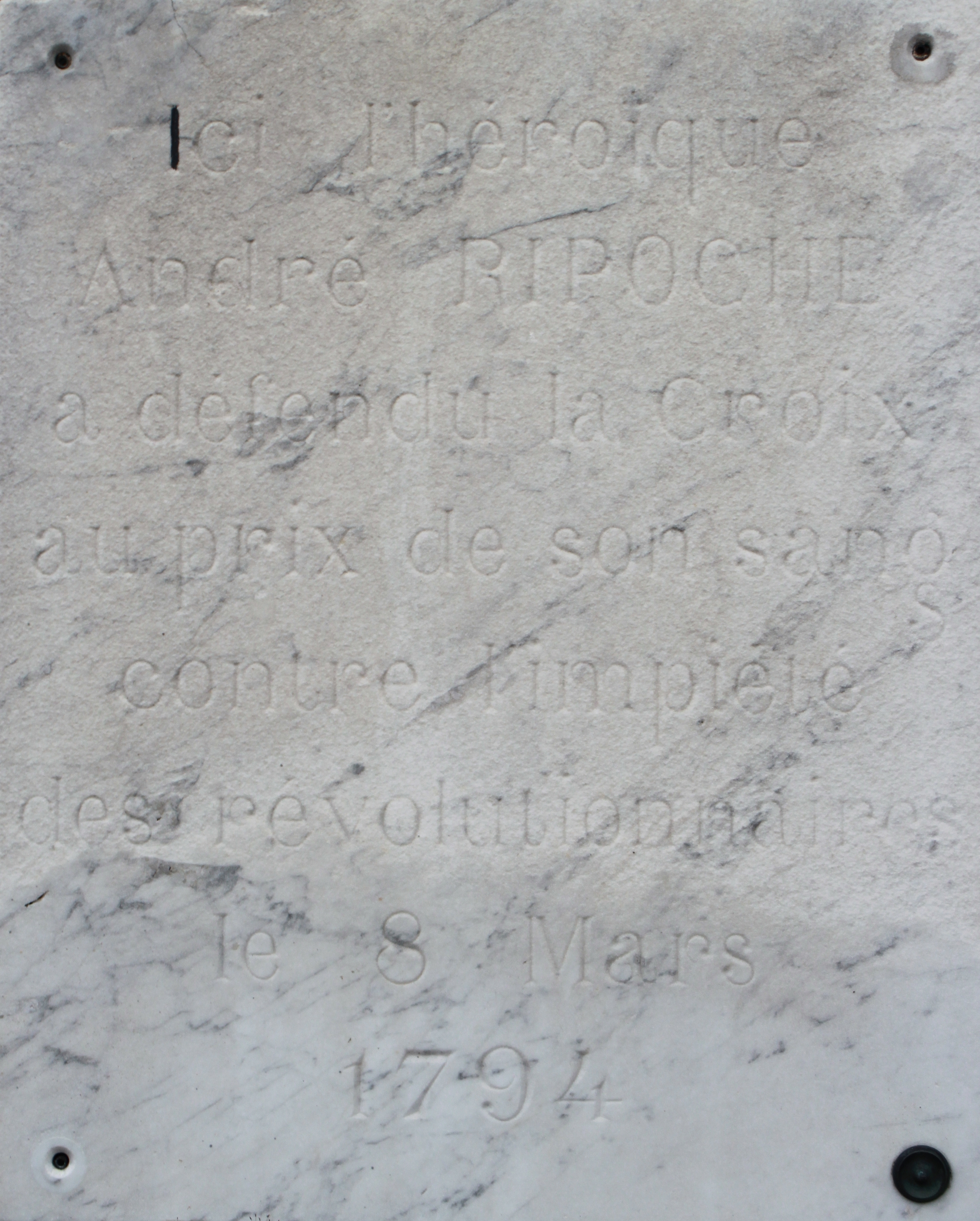
Plaque commémorative, croix du Bas-Briacé, le Landreau.
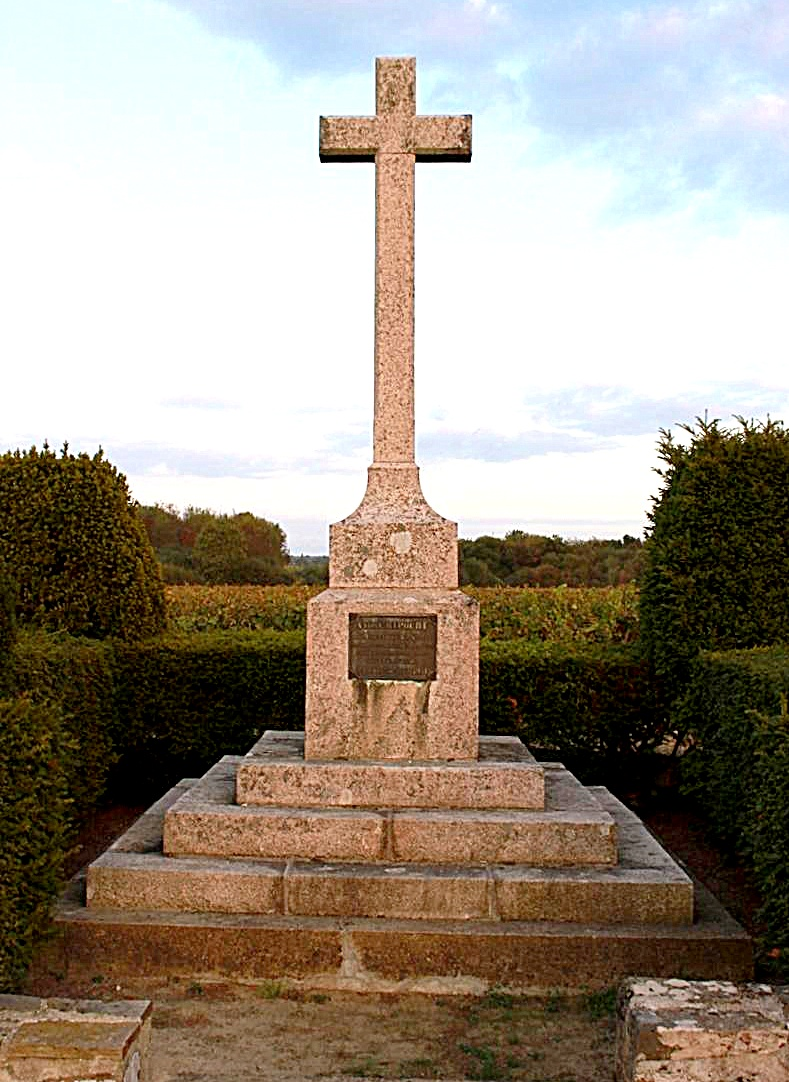
Croix de la Ganichère, la Chapelle-Heulin.
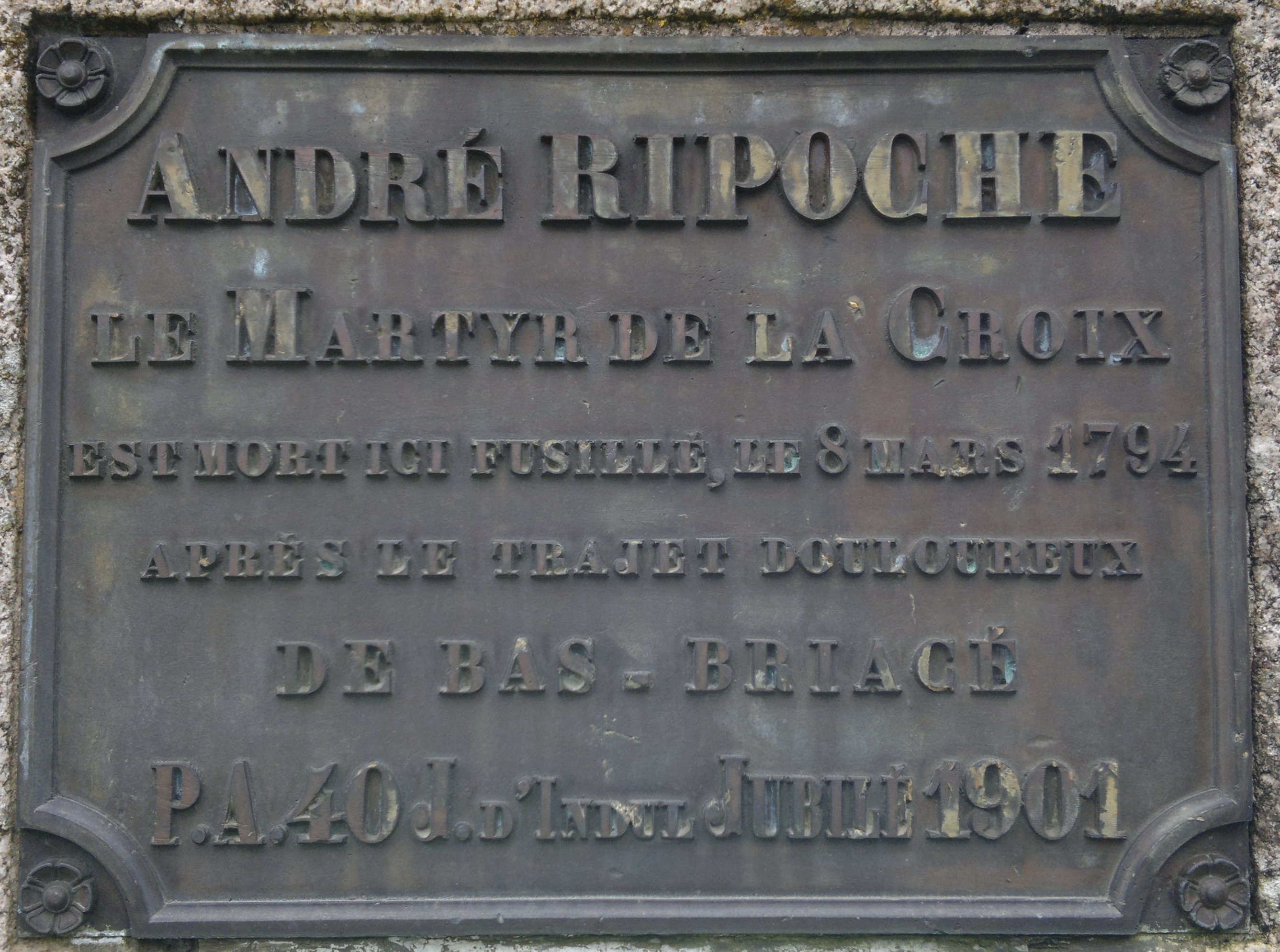
Plaque commémorative, croix de la Ganichère, la Chapelle-Heulin.
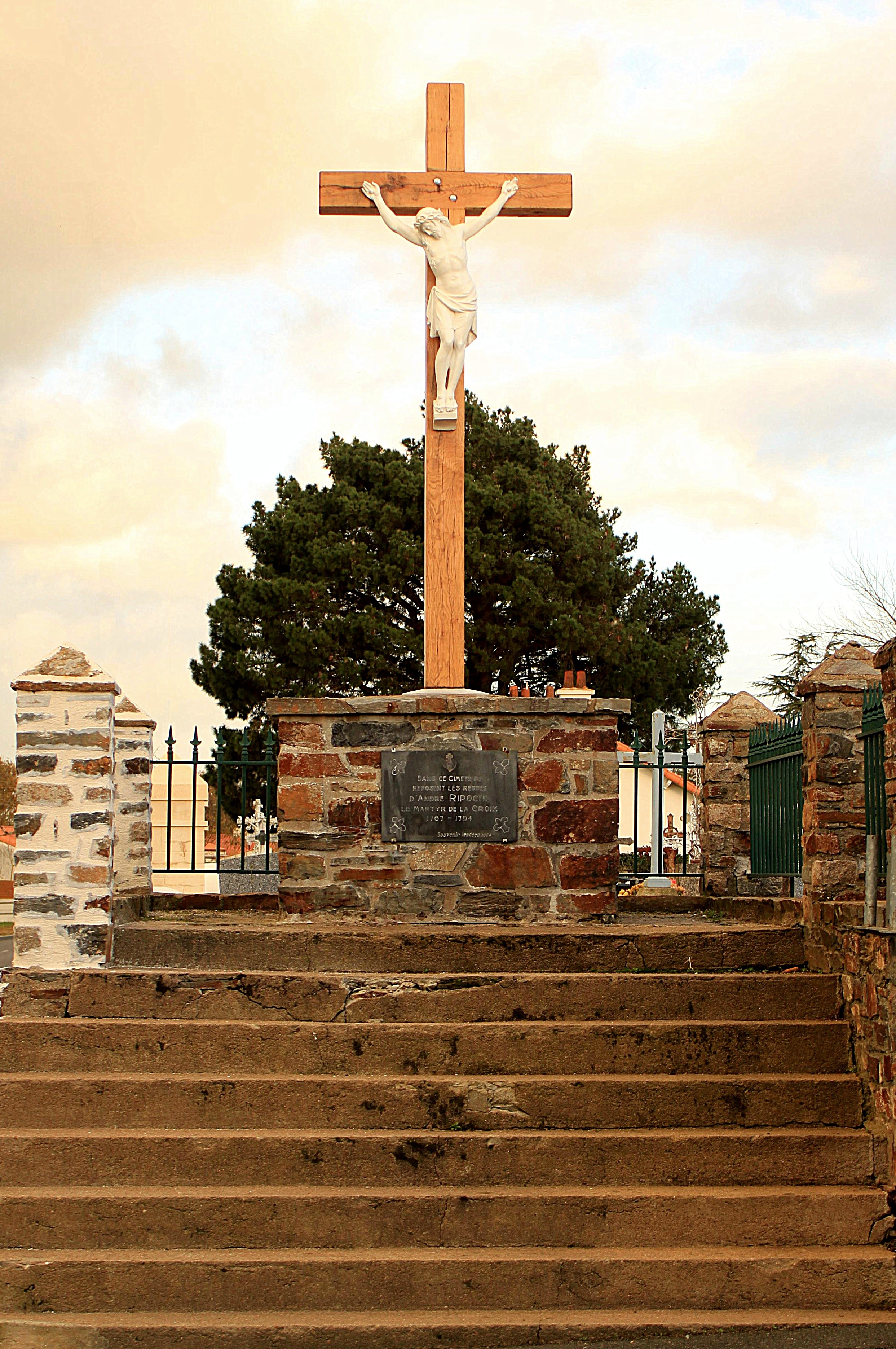
Croix du cimetière, la Chapelle-Heulin.
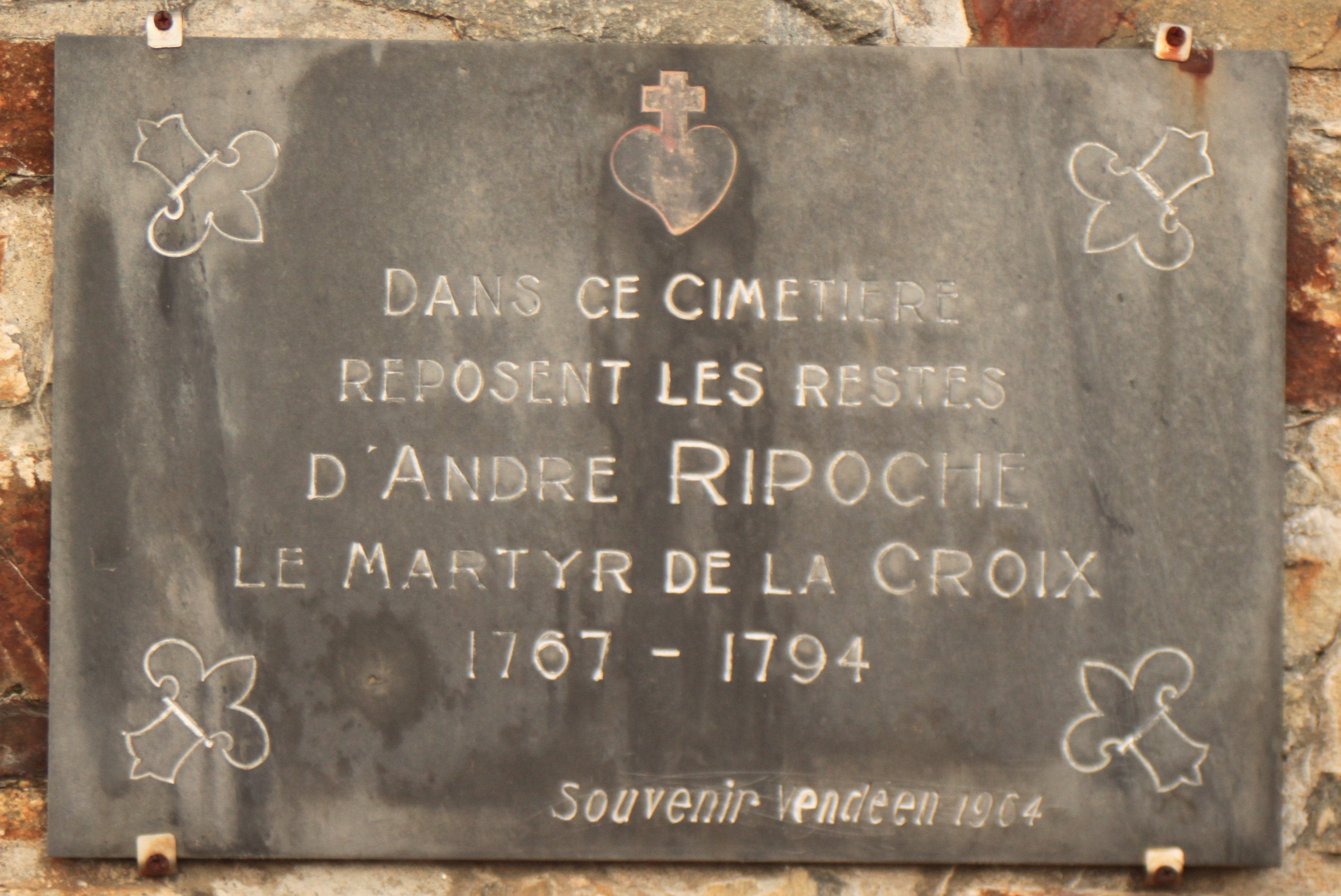
Plaque commémorative, croix du cimetière, la Chapelle-Heulin.
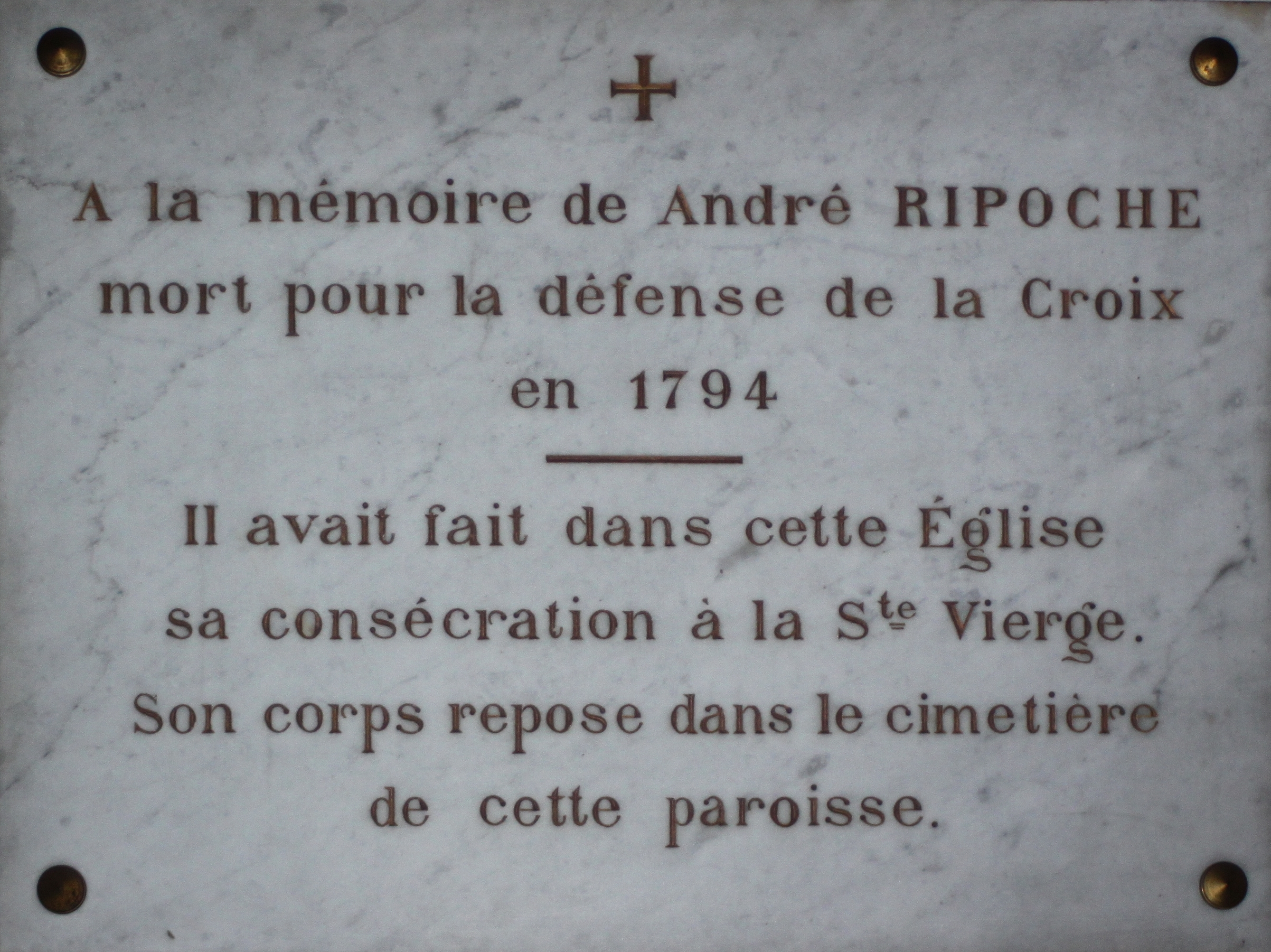
Plaque en l'église Saint-Eutrope, la Chapelle-Heulin.